# بوزدا

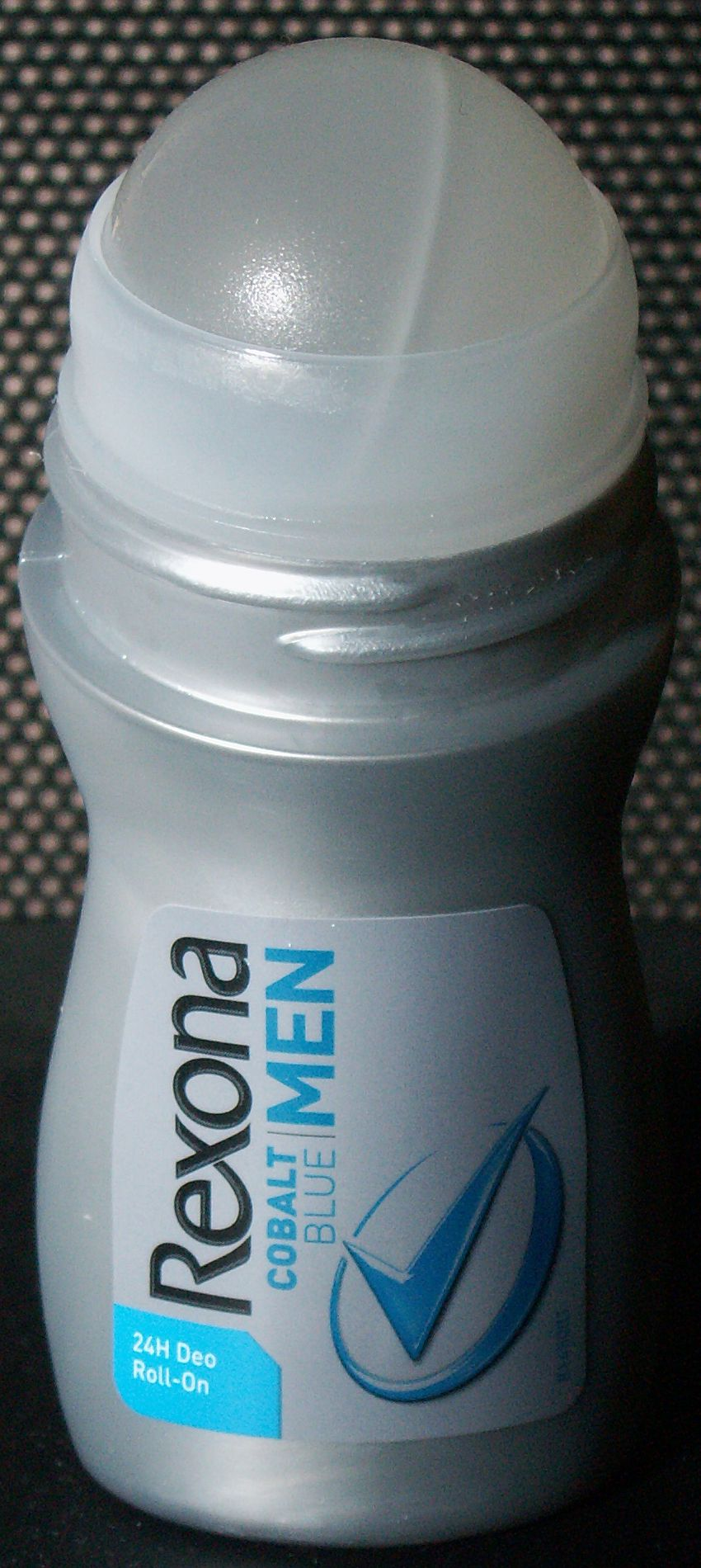
یک بوزدا

بوزُدا یا دئودورانت یک ماده زُداینده بو است که برای جلوگیری از بوی بد برخاسته از عرق زیر بغل یا پا یا دیگر جاهای بدن به کار برده می‌شود. ضدتعریق‌ها هم زیرگروهی از بوزُداها هستند که راهکارشان برای بستن راه بوی بد، جلوگیری از تعریق است.
کاربرد ضدتعریق‌ها معمولاً زیر بغل است، در حالی که دئودورانت‌ها افزون بر آن، می‌توانند در پا یا دیگر جاهای بدن هم به‌کارگیری شوند. در آمریکا سازمان غذا و دارو دئودورانت‌ها را در ردهٔ لوازم آرایشی و ضدتعریق‌ها را به عنوان داروی بدون نسخه طبقه‌بندی کرده‌است.

## یادداشت
- همکاری‌کنندگان ویکی‌پدیا، «Deodorant»، ویکی‌پدیای انگلیسی، دانشنامهٔ آزاد (بازیابی ۱۵ مرداد ۱۳۹۴).